# Lithosia rhyparodactyla
Lithosia rhyparodactyla är en fjärilsart som beskrevs av Sergius G. Kiriakoff 1963. Lithosia rhyparodactyla ingår i släktet Lithosia och familjen björnspinnare. Inga underarter finns listade i Catalogue of Life.